# Mutter mit Fünfzehn
Mutter mit Fünfzehn ist ein US-amerikanischer Fernsehfilm aus dem Jahr 1996.

## Handlung
Julie Longwell hat ihren eigenen Friseursalon in Dobbs Mill. Als sie eines Tages von einem Sozialarbeiter erfährt, dass ihr Sohn nach ihr sucht, erinnert sie sich wieder daran, wie sie diesen einst zur Adoption hat freigeben müssen. Sie hatte ihn im Alter von 15 bekommen und zwar von ihrem geliebten Freund Steve Carson. Unglücklicherweise war diese Beziehung damals gegen den Willen ihrer Mutter Iva Mae, sodass sie in ein Heim geschickt wurde, um es dort zu gebären. Als Julie ohne Kind wieder kam, war Carson allerdings längst mit einem anderen Mädchen liiert und der Air Force beigetreten, sodass sie nichts anderes machen konnte, als ihr Leben weiterzuführen.
Ihr Sohn Scott Adams, ist nun Priester, und sucht ebenfalls nach seinem Vater. Als er diesen gefunden hat, willigt Julie ein, alle gemeinsam zu treffen, sodass sie und Steve einen langen Tag miteinander verbringen, bei dem beide spüren, dass sie noch Gefühle füreinander haben. Aber Julies erwachsene Tochter ist strikt gegen diese Liebe, schließlich hat sie sich gerade erst verlobt. Steve erkennt, dass er einer anstehenden Ehe nicht im Weg stehen will, sodass er sich zurückzieht, damit Julie heiraten kann. Doch diese ist enttäuscht und entscheidet, die Verlobung aufzulösen, solange sie noch Gefühle für einen anderen Mann hat.
Da Scotts schwangere Ehefrau sich mit Julie und Steve getrennt voneinander unterhält, erkennt auch sie, dass beide sich noch innig lieben, sodass sie einen Bowlingabend veranstaltet, bei dem sich Steve und Julie mit ihrer gemeinsamen Liebe auseinandersetzen müssen. An dem Tag, als Scott Vater wird, entscheiden sich Julie und Steve miteinander zu leben, sodass er seine Eltern in seiner Kirche trauen kann.

## Kritik
„Arg dick auftragene (Fernseh-)Love-Story um spätes Glück und eine schicksalhafte Familienzusammenführung.“

## Hintergrund
Nachdem der Film zum ersten Mal am 8. Mai 1996 im US-amerikanischen Fernsehen ausgestrahlt worden war, lief er in Deutschland am 9. Mai 1999 auf dem Pay-TV-Sender Premiere.